# Nationales Naturmonument

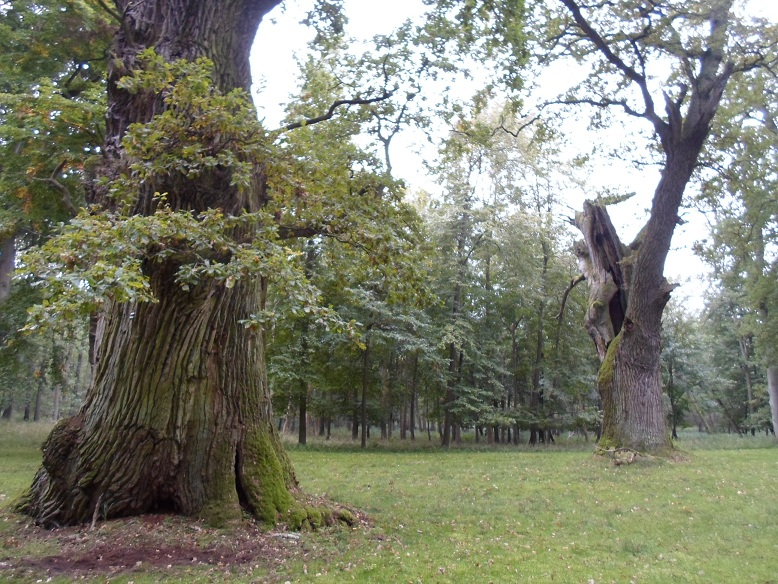
Der Hutewald Ivenacker Eichen, das erste Nationale Naturmonument

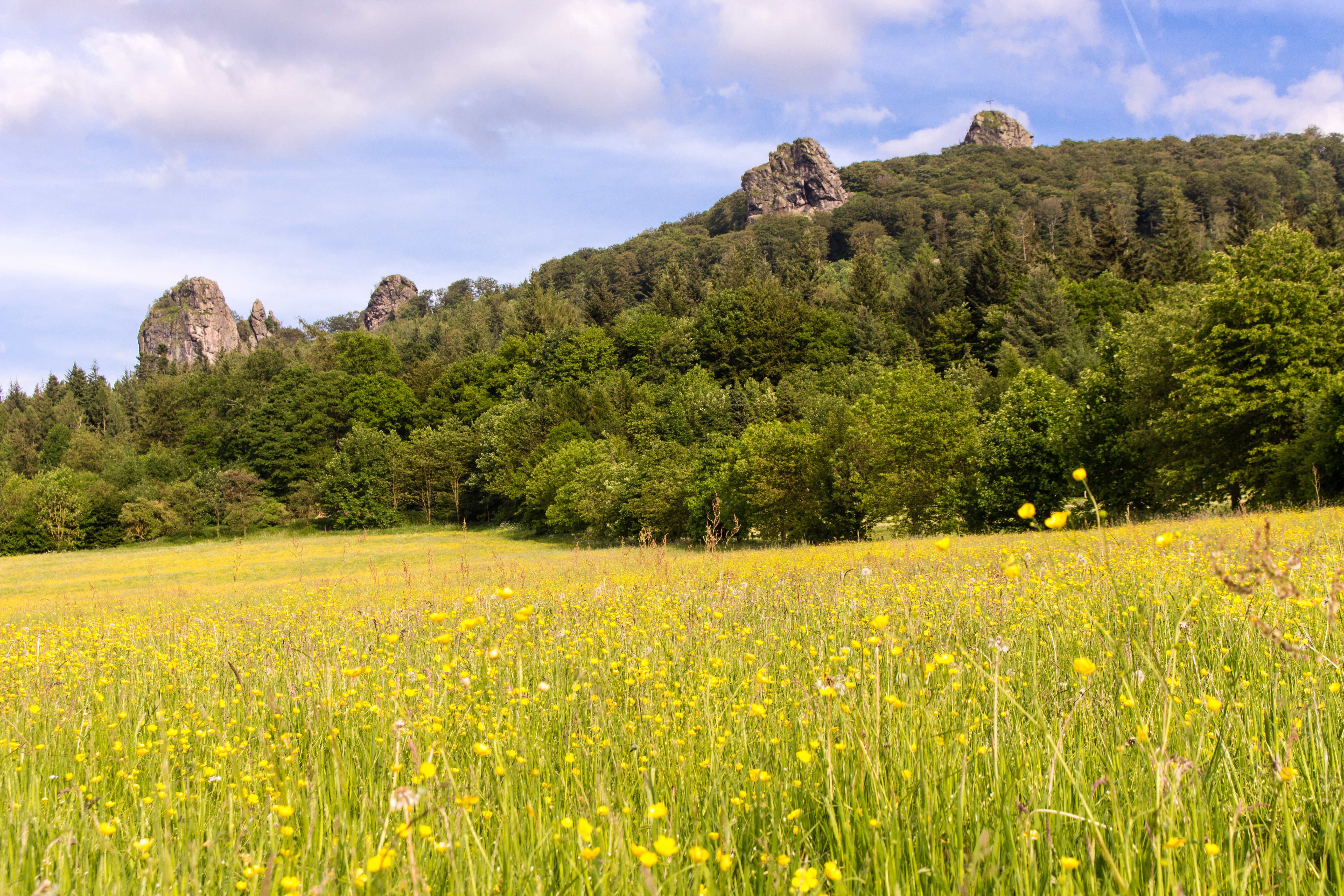
Die Bruchhauser Steine, zweites Nationales Naturmonument

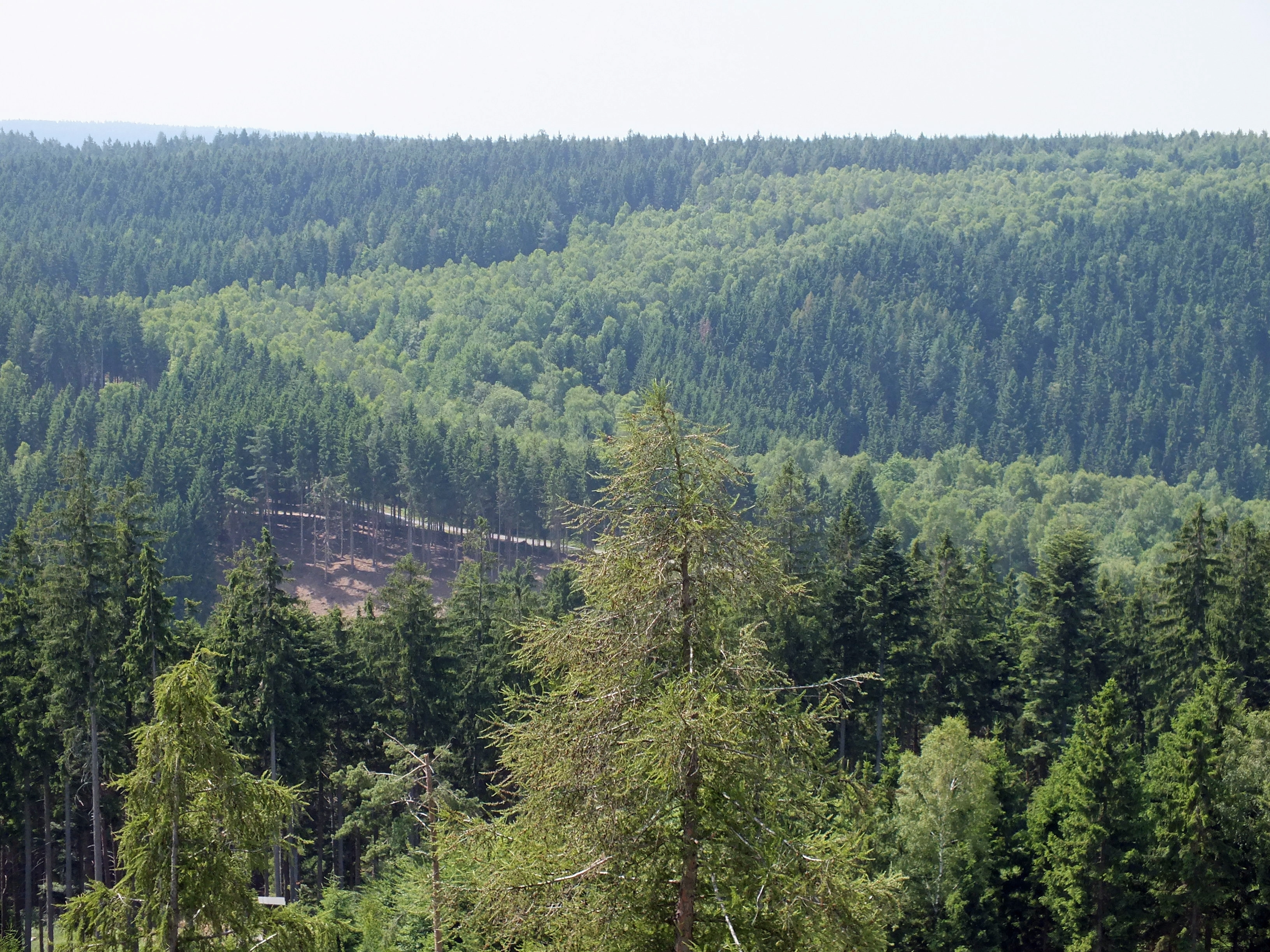
Blick von der Thüringer Warte auf das Grüne Band Thüringen, das dritte Nationale Naturmonument

Nationales Naturmonument (NNM) ist eine Kategorie für Schutzgebiete im Natur- und Landschaftsschutz in Deutschland. Laut § 24 Bundesnaturschutzgesetz handelt es sich um „rechtsverbindlich festgesetzte Gebiete, die 1. aus wissenschaftlichen, naturgeschichtlichen, kulturhistorischen oder landeskundlichen Gründen und 2. wegen ihrer Seltenheit, Eigenart oder Schönheit von herausragender Bedeutung sind“.
Die Kategorie Nationales Naturmonument wurde im Juni 2009 vom Gesetzgeber geschaffen und erlangte im März 2010 mit dem Inkrafttreten des neuen Bundesnaturschutzgesetzes Gültigkeit. Die Ivenacker Eichen wurden im August 2016 das erste Nationale Naturmonument. Seither erhielten sieben weitere Schutzgebiete diesen Status.

## Hintergrund
Der Schutzgebietstyp „Nationales Naturmonument“ lehnt sich an die IUCN-Kategorie III an. Nach der Definition der IUCN (International Union for Conservation of Nature and Natural Resources) werden mit Kategorie-III-Schutzgebieten Naturdenkmale geschützt, beispielsweise ein Tiefseeberg, eine Höhle oder ein alter Hain.
International gab schon länger bestehende Vorbilder, insbesondere die National Monuments in den Vereinigten Staaten, eine Schutzkategorie, die 1906 gesetzlich geschaffen wurde. Im selben Jahr wurde das Devils Tower National Monument in Wyoming das erste National Monument in den USA. Eine ähnliche Kategorie in der Schweiz sind die „Naturdenkmäler von nationaler Bedeutung“, die zusammen mit Landschaften dieses Rangs im Bundesinventar der Landschaften und Naturdenkmäler von nationaler Bedeutung erfasst werden. In Tschechien wurden 1992 sechs Kategorien für Naturschutzgebiete gesetzlich definiert, darunter die Kategorie „Nationales Naturdenkmal“ (národní přírodní památka).
Am 19. Juni 2009 beschloss der Deutsche Bundestag die Einführung der Kategorie „Nationales Naturmonument“ in das Bundesnaturschutzgesetz. Die neue Gesetzesfassung trat am 1. März 2010 in Kraft. Seither behandelt § 24 nicht nur Nationalparks, sondern auch Nationale Naturmonumente.
Am 5. August 2009 vereinbarte Bundesumweltminister Sigmar Gabriel mit dem Minister für Landwirtschaft, Umwelt und Verbraucherschutz in Mecklenburg-Vorpommern Till Backhaus, die Insel Vilm zum ersten Nationalen Naturmonument zu ernennen, das Vorhaben wurde jedoch nicht realisiert. Am 20. August 2009 schlug Gabriel vor, das Grüne Band Deutschland als Nationales Naturmonument auszuweisen. Dieser Vorschlag wurde später in mehreren Bundesländern realisiert, zuerst im Dezember 2018 in Thüringen (siehe Liste).

## Ausweisung und Management
Die Ausweisung erfolgt durch Gesetz, Verordnung oder Satzung der jeweils für das Gebiet zuständigen Landesregierung, aber im Unterschied zu anderen Schutzgebietskategorien ist wie bei Nationalparks das Benehmen mit den zuständigen Bundesministerien erforderlich (§ 22 Abs. 2 und 5 BNatSchG). Im Gesetzestext werden diese Bundesministerien mit den damaligen Bezeichnungen genannt (Bundesministerium für Umwelt, Naturschutz und nukleare Sicherheit, Bundesministerium für Verkehr und digitale Infrastruktur).
Laut dem Bundesamt für Naturschutz ist die Erstellung eines Managementplans dringend zu empfehlen, da von starkem Andrang von Besuchern auszugehen ist. Der Managementplan sollte Aspekte wie Pflege- und Entwicklungsmaßnahmen, Nutzung und Besucherführung regeln. Das Bundesamt für Naturschutz empfiehlt ein regelmäßiges Monitoring des Managementplans, eine eigene Verwaltung zumindest bei den größeren Schutzgebieten und eine angemessene  Öffentlichkeitsarbeit im Blick auf Information, Dokumentation und Präsentation.

## Unterschiede zum Naturdenkmal
Die Definitionen des Nationalen Naturmonuments und des Naturdenkmals im Bundesnaturschutzgesetz (BNatSchG) sind auf den ersten Blick sehr ähnlich. In den nachfolgenden Zitaten wurden einige Unterstreichungen hinzugefügt, um auf Unterschiede hinzuweisen.
Nationale Naturmonumente (§ 24 Abs. 4 Satz 1 BNatSchG):
„Nationale Naturmonumente sind rechtsverbindlich festgesetzte Gebiete, die
1. aus wissenschaftlichen, naturgeschichtlichen, kulturhistorischen oder landeskundlichen Gründen und
2. wegen ihrer Seltenheit, Eigenart oder Schönheit
von herausragender Bedeutung sind.“
Naturdenkmäler (§ 28 Abs. 1 BNatSchG):
„Naturdenkmäler sind rechtsverbindlich festgesetzte Einzelschöpfungen der Natur oder entsprechende Flächen bis zu fünf Hektar, deren besonderer Schutz erforderlich ist
1. aus wissenschaftlichen, naturgeschichtlichen oder landeskundlichen Gründen oder
2. wegen ihrer Seltenheit, Eigenart oder Schönheit.“
An den unterstrichenen Textstellen sind folgende Unterschiede zu erkennen:
- Nur bei den Nationalen Naturmonumenten ist „national“ Teil der Benennung. Sie sollen wie Nationalparks eine nationale Bedeutung haben.[1] Dem entspricht die abschließende Formulierung „von herausragender Bedeutung“. Naturdenkmäler haben zumeist nur eine lokale oder regionale Bedeutung.
- Nationale Naturmonumente sind „Gebiete“, also flächenhaft. Naturdenkmäler müssen dagegen keine Flächen sein, es können auch „Einzelschöpfungen der Natur“ sein. Dazu zählen etwa einzelne Bäume wie die Uetersener Blutbuche.
- Falls Naturdenkmäler flächenhaft sind, ist die Fläche auf maximal fünf Hektar begrenzt. Nationale Naturmonumente sind größer. Von den bisher acht Nationalen Naturmonumenten hat das kleinste 24 Hektar Fläche, das größte 8084 Hektar (siehe unten in der Liste).
- Nur bei den Nationalen Naturmonumenten werden unter den möglichen Gründen für die Bedeutung des Schutzgutes auch „kulturhistorische“ Gründe genannt. Diese liegen zum Beispiel vor, wenn sich ein bedeutendes Kulturdenkmal auf dem Gelände befindet. In diesem Fall hat das Gebiet neben dem Naturwert auch einen Kulturwert, es soll aber „gesamthaft“ einen hohen Naturwert haben.[1]
- Bei den Nationalen Naturmonumenten ist Punkt 1 mit Punkt 2 durch „und“ verbunden, das heißt, beide Punkte müssen zutreffen. Bei den Naturdenkmälern wird die Verbindung durch „oder“ hergestellt, das heißt, es genügt, dass einer der beiden Punkte zutrifft.

## Liste
Aktuell gibt es acht Nationale Naturmonumente in Deutschland (Stand Ende 2023). Referenz zu den Flächenangaben: Bundesamt für Naturschutz.
| Bezeichnung                | Fläche (ha) | Bundesland             | Ausweisung        |
| -------------------------- | ----------- | ---------------------- | ----------------- |
| Ivenacker Eichen           | 75          | Mecklenburg-Vorpommern | 4. August 2016    |
| Bruchhauser Steine         | 24          | Nordrhein-Westfalen    | 19. April 2017    |
| Grünes Band Thüringen      | 6.500       | Thüringen              | 19. Dezember 2018 |
| Kluterthöhle               | 30          | Nordrhein-Westfalen    | 2. April 2019     |
| Grünes Band Sachsen-Anhalt | 4.754       | Sachsen-Anhalt         | 9. November 2019  |
| Weltenburger Enge          | 197         | Bayern                 | 1. März 2020      |
| Grünes Band Brandenburg    | 1.632       | Brandenburg            | 3. Juni 2022      |
| Grünes Band Hessen         | 8.084       | Hessen                 | 9. Februar 2023   |